# Фаріда Шаріпова
Фаріда Шаріпова (каз. Фарида Шәріпова; 16 грудня 1936, Тачен, Тачен, Республіка Китай — 24 вересня 2010, Алмати, Казахстан) — казахська актриса театру та кіно, педагог. Народна артистка СРСР (1980), Заслужений діяч культури Киргизької Республіки (1995).

## Біографія
У 1954—1955 роках — актриса кіностудії «Шанхайфільм» у Китаї.
1955 року переїхала до СРСР.
1959 року закінчила акторський факультет (з 1977 — Театрально—художній інститут, нині Казахська національна академія мистецтв імені Темірбека Жургенова) при Казахській консерваторії імені Курмангази в Алмати.
З 1959 — актриса Казахського театру драми імені Мухтара Ауезова. У 1996 році в театрі зіграла головну роль у виставі «Століття без кохання», написану С. Балгабаєвим спеціально для неї.
З 1955 року почала зніматися у кіно.
Багато років займалася викладацькою діяльністю у театрі та Казахській національній академії мистецтв імені Темірбека Жургєнова.
Член Спілки кінематографістів Казахської РСР.
Померла 24 вересня 2010 року в Алмати. Похована на Кенсайському цвинтарі.

## Сім'я
- Чоловік — Идирис Ногайбаєв (1931—1989), актор театру та кіно, педагог. Народний артист СРСР.
- Сини — Чингіз Ногайбаєв (нар. 1965) та Нурлан Шаріпов.

## Творчість

### Ролі у театрі
- «Ти пісня моя бажана» — Жаміля. К. Нурмаханов по повісті «Жаміля» Чингіза Айтматова
- «Материнське поле» — Толганай. Чингіз Айтматов
- «Сходження на Фудзіяму» — Айші апай та Гульжан. Чингіз Айтматов та Калтай Мухамеджанов
- «Ми не ангели» — Асил. Калтай Мухамеджанов
- «Абай» — Ажар. Мухтар Ауезов та Леонід Соболєв
- «Кози Корпеш — Баян Сулу» — Баян. Габіт Мусрепов
- «Енлік — Кебек» — Енлік. Мухтар Ауезов
- «Карагоз» — Карагоз. Мухтар Ауезов
- «Айман — Шолпан» — Шолпан. Мухтар Ауезов
- «Кобланди» — Карлигі. Мухтар Ауезов
- «Кров і піт» — Акбали. Абдіжаміл Нурпеїсов
- «Старша сестра» — Камажай. Дулат Ісабеков
- «Боран» — Жанил. Тахаві Ахтанов
- «Лоша моя» — Анар. Оралхан Бокеєв
- «Вік без кохання» — Фаріда. С. Балгабаєв
- «Приборкання норовливої» — Катаріна. Вільям Шекспір
- «Річард III» — Ганна. Вільям Шекспір
- «Цар Едіп» — Йокаста, дружина Едіпа. Софокл
- «Медея» — Медея. Евріпід
- «Кам'яний гість» із циклу «Маленькі трагедії» — Донна Ганна. Олександр Пушкін
- «Дядя Ваня» — Олена Андріївна. Антон Чехов
- «Зірка В'єтнаму» — Хієн. І. Купріянов
- «Виходили бабки заміж» — Акліма. Флорид Буляков
- «Прощання зі старим будинком» — Ана. Т. Нурмагамбетов
- «Доля жінки» — Кєй. М. Каору

### Фільмографія
- 1955 — Хасен та Жаміля — Жаміля
- 1962 — Перехрестя — Галія Ісмаїлова
- 1964 — Сліди йдуть за обрій — Жаухаз
- 1968 — Ділором — іранська красуня
- 1968 — Біг інохідця — Бібіжан
- 1969 — Пісня про Маншук — мати
- 1970 — Киз-Жибек — Кербез
- 1971 — Мусліма — Мусліма
- 1973 — Що тобі сказати — Гаухар
- 1979 — Щит міста
- 1980 — Місяць на роздум — мати Аристана
- 1984 — Репортаж з безодні
- 1988 — Дивний світ бажань та надій
- 1989 — Повний місяць — мати Алі

## Нагороди
- Народна артистка Казахської РСР (1976)
- Народна артистка СРСР (1980)[4]
- Заслужений діяч культури Киргизької Республіки (1995)[5]
- Державна премія СРСР (1974)
- Державна премія Казахської РСР ім. К. Байсєїтової (1966)
- Орден Трудового Червоного Прапора (1986)
- Орден Благородства (2009)
- Ювілейна медаль «Манас-1000» (1995)[6]
- Грамота Радянського комітету солідарності країн Азії та Африки та Радянського комітету підтримки народів В'єтнаму (1969)